# アーサー・ブリュースター・エモンズ3世
アーサー・ブリュースター・エモンズ3世（Arthur Brewster Emmons, III、 1910年8月30日 - 1962年8月22日）は、アメリカ合衆国の外交官、登山家。

## 生涯
1910年にマサチューセッツ州ボストンにて誕生。1933年にハーバード大学で理学士号を取得、1937年まで研究生としてハーバード大学に在籍。
ハーバード大学では1930年から1936年まで登山部に所属。1934年から1936年まで部長を務めた。1931年から1933年にかけて司空探検隊に参加し、チベット高原南西部を探査。1932年にミニヤコンカ山頂およびその周辺について厳密な調査を行い、1930年にスイスの地図学者エドゥアルト・イムホフが測量したミニヤコンカの標高について検証を行った。その結果、ミニヤコンカの標高はイムホフの測量7,590メートルと一致した。ミニヤコンカの調査には4名が参加し、ミニヤコンカの初登頂に挑戦した。一隊は北西の尾根から山頂を目指し、2名の隊員が登頂に成功したが、エモンズは足の指を全て切断する重度の凍傷を負っている。　司空探検隊はまた、中華民国とチベットの国境沿いのアムネマチン稜線の調査や、動植物の標本収集も実施した。1936年には米英合同のヒマラヤ探検隊に参加。
1938年に外交官試験を経て国務省に入省当初ミニヤコンカ遠征の際に足指を切断したことを理由に不採用を通告されたが、小児麻痺で足の不自由なルーズベルトが要職についていると反論し採用されたという。1939年3月2日にカナダのモントリオール副領事に配属。1940年1月4日より外交官訓練学校に配置。1940年6月10日より中華民国の漢口副領事。1940年8月23日から1941年12月7日まで日本領朝鮮の京城に駐在。1942年6月3日より国務省本省勤務。1942年10月22日よりウルグアイのモンテビデオで三等書記官兼副領事、1945年6月20日に二等書記官兼副領事に昇進。1945年9月4日より国務省本省勤務。1945年9月25日より連合国軍最高司令官アメリカ政治顧問室付外交官として日本に駐在。1946年4月22日より朝鮮の京城に駐在、1946年5月27日に京城領事。
1946年9月10日よりスペインのマドリードで二等書記官兼領事。1949年11月23日より国務省本省勤務。1950年から1952年2月まで北東アジア部朝鮮課長代行。1952年2月から1953年8月まで北東アジア部朝鮮課長。マラヤ連邦、オーストラリアを経て、1957年にアイルランドのダブリン大使館で参事官。1962年8月に没するまで極東局南西太平洋部副部長。